# جماعة كولن
جماعة كولن أو حركة كولن أو منظمة فتح الله غولن (بالتركية: Gülen Hareketi) هي حركة دينية وطنية واجتماعية بقيادة الداعية التركي فتح الله غولن الذي يعيش في الولايات المتحدة منذ عام 1999، تصنفها السلطات التركية بالإرهابية.

## اسمها وكياناتها
ليس للحركة اسم رسمي، ولكن غالبًا ما يسمِّيها أتباعها باسم حزمت (Hizment وتعني «الخدمة») أو «الحركة»، وباسم جيمآت (Cemaat وتعني الجماعة أو الجمعية) من قبل الرأي العام التركي.
الحركة تتألف من عدة كيانات متداخله أهمها وأكبرها هو التحالف من أجل القيم. جذبت الحركة أنصاراً ونقاداً في نفس الوقت في تركيا ووسط آسيا وأجزاء أخرى من العالم، وهي تنشط في مجال التعليم عن طريق إدارتها لمدارس وجامعات خاصة في أكثر من 180 دولة، بالإضافة لعدد من المدارس الأمريكية المتسأجرة التي يديرها أتباع الحركة. تنفي الحركة رسمياً أن المدراس المستأجره تمارس أي نوع من أنواع الانتماء المباشرة. كما أنشأت الحركة منتديات للحوار بين الأديان ولها استثمارات ضخمة في مجال الإعلام والأعمال والعيادات الطبية الهادفة للربح. وبالرغم من تعاليم الحركة التي تعتبر محافظة حتى في بلد إسلامي كتركيا، فإن بعض الباحثين يشيروا إلى الحركة بأنها حركة ديموقراطية سلمية تقدم طرحاً حديثاً للإسلام وتوفر بديلاً عن تيارات إسلامية أكثر تشدداً مثل السلفية. من جهة أخرى، اتهمت الجماعة بأن لها «طموح توسعي لنهاية العالم» وأن لها «هيكلة هرمية تشبه المنظمات السرية». وهناك من يعتبر الحركة طائفة إسلامية بحد ذاتها.

## موقفها من السلطة
كانت حركة كولن حليفاً سابقاً لحزب العدالة والتمنية التركي. وكان اتحاد الجهتين ضد المؤسسة العسكرية والنخبة العلمانية عندما وصل الحزب ذو التوجه الإسلامي للسلطة في 2002 وذلك بالرغم من الاختلافات الجوهرية بينهما. ساهم التحالف في تحقيق حزب العدالة والتنمية لنتائج سياسية غير مسبوقة في تاريخ الجمهورية التركية وتحقيق أغلبية برلمانية في ثلاثة انتخابات متتالية في 2002 و2007 و2011. تعاظم تأثير حركة كولن على قوات الشرطة والنظام القضائي في تركيا خلال فترة التحالف مع السياسي المحافظ رجب طيب أردوغان، والذي وافق على تعيين مئات من أتباع غولن في مناصب داخل الحكومة التركية. بدأت الاختلافات بالظهور بين الحركة والحزب فور هزيمة المؤسسة القديمة بالدولة في الفترة حول 2010 و2011. وكانت أول نقطة انهيار حقيقة للعلاقات بين الحلفاء السابقين هي ماعرف لاحقاً «بأزمة جهاز الاستخبارات الوطنية» في فبراير 2012، فيما فسر على أنه صراع على القوى بين أجهزة الشرطة والقضاء المناصرة لكولن وحزب العدالة. وفي 2013، عندما تم الكشف عن مزاعم ممارسات فساد للعديد من مسئولي الدولة والوزراء ورؤساء البلديات وأفراد من أسر أعضاء حزب العدالة والتنميا فيما عرف باسم «تحقيقات فساد تركيا 2013»، اتهم الرئيس التركي رجب طيب أردوغان حركة كولن بفتح هذه التحقيقات لأسباب شخصية نتيجة انتهاء التحاليف بين الكيانين. اتهم أردوغان زعيم الحركة والأب الروحي لها فتح الله غولن بمحاولة إسقاطه الحكومة التركية عن طريق انقلاب قضائي يتم فيه استخدام تحقيقات الفساد كحجة، وقام بمصادرة الصحيفة الرسمية للجماعة (زمان والتي كانت واحدة من أكثر الصحف انتشاراً في تركيا قبل الإغلاق) والعديد من الشركات على صلة مع الحركة.

## وصمها بالإرهاب
تُعَد حركة كولن حركة إرهابية منذ 11 ديسمبر 2015 عندما وضعتها الحكومة التركية على قائمة المنظمات الإرهابية تحت اسم المنظمة الكولينية الإرهابية (بالتركية: Fethullahçı Terör Örgütü, FETÖ)، واسم منظمة الدولة الموازية (بالتركية: Paralel Devlet Yapılanması, PDY). ألقت الحكومة التركية باللوم على الحركة عقب محاولة الانقلاب الفاشلة في 2016 وألقت القبض على الآلاف من الجنود والقضاة. كما سحبت رخصة التدريس لأكثر من 20,000 معلم في منشأت خاصة بدعوى الانتماء إلى كولن. من جهة أخرى، أدان كولن محاولة الانقلاب ونفى تورطه أو حركته به. تصنف الجماعة على أنها منظمة إرهابية أيضاً لدى كلاً من مجلس التعاون الخليجي ومنظمة التعاون الإسلامي.

## الحركة بعد وفاة كولن
بعد وفاة كولن، أعلن التحالف من أجل القيم في بيان رسمي له نشر يوم 7 نوفمبر 2024، أن حركة الخدمة مستمرة في أداء "رسالتها الإنسانية" وفق مبادئ كولن، وهو ما يعني عدم حل الحركة، ومواصلة أنشطتها في الولايات المتحدة وخارجها.

## وصلات خارجية
- الموقع الرسمي
- الإيثار المجتمع أو الطائفة؟ العالم الغامض الإسلامية حركة غولن